# 埃爾伍德鎮區 (堪薩斯州巴伯縣)
埃爾伍德鎮區（英語：Elwood Township）為位在美國堪薩斯州巴伯縣的鎮區。2010年美国人口普查中該鎮區人口有241人。

## 地理
埃爾伍德鎮區涵蓋面積259.99平方（100.38平方英里），境內擁有一座城鎮：哈德納。

### 溪流
庫克湖（Cook Lake）坐落於此鎮區。通過此鎮區的溪流有：
- 德賴溪（Dry Creek）

## 人口統計
根據2010年美國人口普查，埃爾伍德鎮區人口有241人，人口密度為0.93人/平方公里。種族方面，95.44%為白人；0%為非裔美洲人；0.41%為美洲原住民；0.41%為亞洲人；0%為太平洋島民；0%為其他種族；另外有3.73%為兩個或以上的種族。而西班牙裔美國人或拉丁美洲人佔該鎮區人口的1.24%。

## 外部連結
- USGS Geographic Names Information System (GNIS)（页面存档备份，存于）
- US-Counties.com
- City-Data.com（页面存档备份，存于）